# Madeleine (gastronomia)
La madeleine (pronuncia francese: /madəlɛn/), in italiano maddalena, è un dolce tipico del comune di Commercy, nel nord-est della Francia, e in seguito di tutta la nazione in genere. Le madeleine sono dei piccoli dolcetti soffici con una particolare forma a conchiglia, o barchetta, derivata dallo stampo in cui vengono cotte. Spesso confuse con i muffin, il loro sapore è simile a quello del plum cake, sebbene la consistenza sia leggermente diversa e il gusto sia più delicato, con un aroma di burro e limone più pronunciato.
Oltre al classico stampo, occorrono pochi strumenti per fare delle madeleine. Le ricette tradizionali in genere includono gli ingredienti di base per qualunque dolce, ovvero farina, uova, burro, zucchero e spesso vaniglia e nocciole finemente tritate.

## Storia
Antiche tradizioni, tramandate nel corso delle generazioni, fanno risalire il "nome" di questo dolce al culto di Santa Maria Maddalena, la donna che, liberata dal Cristo da sette demoni, divenne sua discepola, seguendolo fino al monte Calvario, e la mattina di Pasqua meritò di vederlo per prima risorto dai morti e portare agli altri discepoli l'annuncio della risurrezione. La tradizione medioevale vuole che la Maddalena sia stata la prima evangelizzatrice della Francia, insieme a Marta ed a Lazzaro. Questo pellegrinaggio in Francia spiegherebbe, dopo il nome, anche "la forma di conchiglia" che nella simbologia cristiana si attribuisce ai pellegrini per la causa del Vangelo. Altre fonti, incluso il New Oxford American Dictionary, riportano che le madeleine sono chiamate così in onore di Madeleine Paulmier, una pasticciera del XIX secolo. Altre fonti riportano Paulmier come una cuoca vissuta nel XVIII secolo che aveva lavorato per Stanisław Leszczyński, il cui genero, Luigi XV di Francia, scelse il nome dei dolcetti in onore a lei.

## Valore nutritivo
La tabella nutrizionale degli alimenti Ciqual dell'Agenzia nazionale francese della sicurezza sanitaria dell'alimentazione, dell'ambiente e del lavoro (ANSES), nella sua versione del 2013, fornisce i valori medi seguenti per 100 g di madeleine: 447 kCal d'energia apportati da 6,7 g di proteine, 22,2 g di lipidi e 54,2 g di glucidi (di cui 19,2 g di zucchero).

## Nella cultura di massa
- Le madeleine, fuori dal territorio francese, sono forse più famose per l'associazione con l'opera di Marcel Proust Alla ricerca del tempo perduto, nella quale il narratore mangia una petite madeleine (o madeleinette) e questa risveglia in lui dei ricordi della sua infanzia, divenendo in questo modo il catalizzatore dell'opera stessa. Si parla in proposito di madeleine de Proust.[4][5]

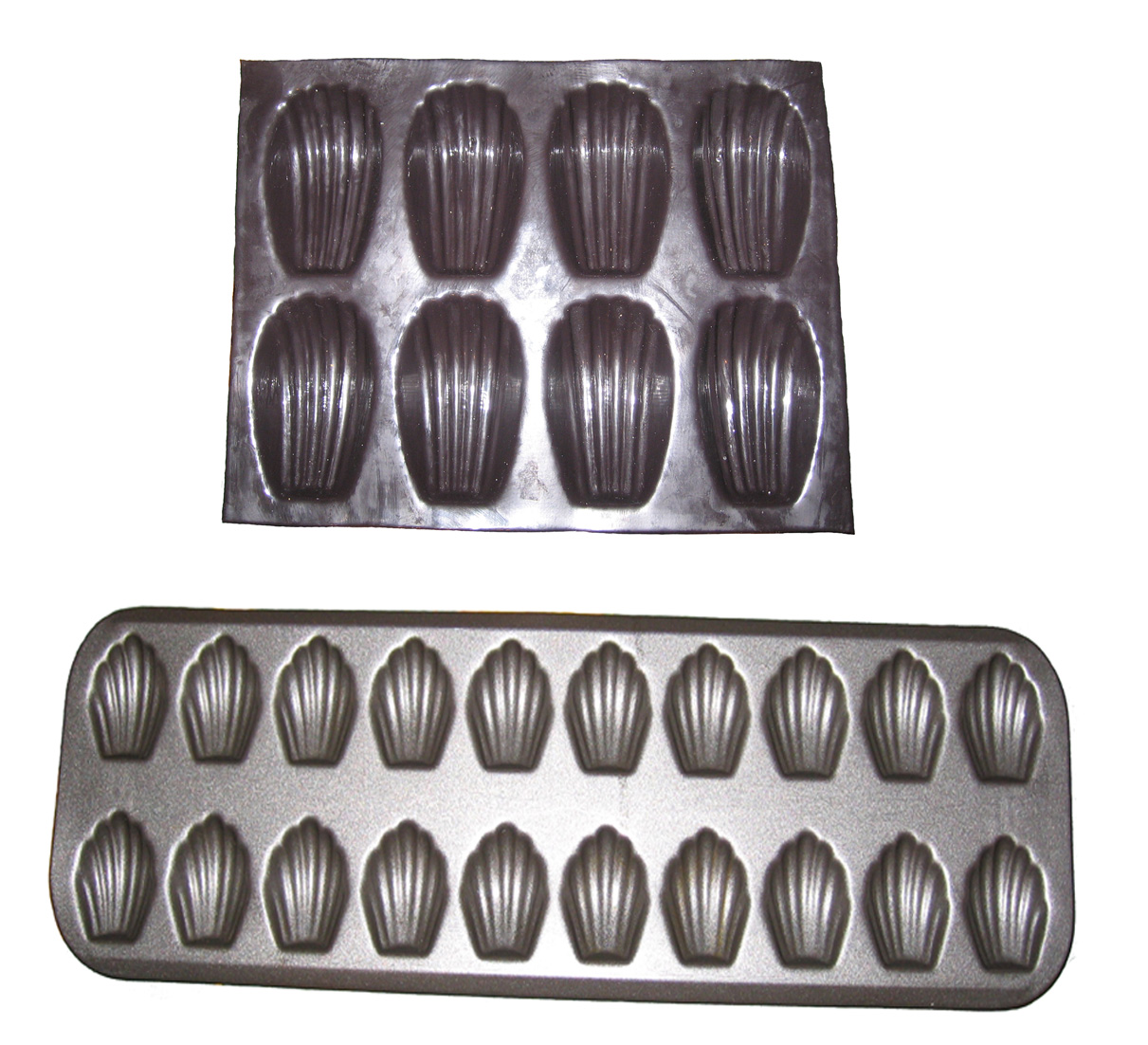
Stampi per madeleine: in alto uno stampo in silicone, in basso uno in metallo, usato per le madeleinette, la versione più piccola delle madeleine.